# Arvid Nilsson (industriman)
Arvid Hjalmar Nilsson, född 13 februari 1891 i Eskilstuna stadsförsamling, död 28 oktober 1949 i Eskilstuna Fors församling, var en svensk industriman.
Arvid Nilsson var son till disponenten vid Öbergs filfabrik Lars Arvid Nilsson. Han växte upp med nära kopplingar till företaget och efter mogenhetsexamen vid Västerås högre allmänna läroverk 1909 och studier vid Kungliga Tekniska Högskolan blev Arvid Nilsson 1917 disponent vid C O Öberg & co. AB. Under Arvid Nilssons ledning ökade företagets export och under hans tid skapades marknader i ett sextiotal länder. Särskilt Sovjetunionen kom att bli en betydande marknad. Arvid Nilsson var även ledamot av styrelsen för Tekniska fackskolan för maskinindustri i Eskilstuna från 1927, ledamot av överstyrelsen för Sveriges verkstadsförening från 1933 och från 1946 föreningens ordförande från 1946, från 1933 suppleant och från 1939 fullmäktige i Svenska Arbetsgivareföreningens fullmäktige, ordförande i Sveriges järn- och metallmanufakturförening från 1941, suppleant från 1941 och ordinarie ledamot från 1946 i SAF:s styrelse.